# Kulturní bolševismus
Kulturní bolševismus (německy Kulturbolschewismus) bylo propagandistické pejorativní označení, užívané v nacistickém Německu pro umělce, umění, architekturu a vědu, kteří byli podle nacistických představ zaměření příliš progresivisticky či levicově. Označení vycházelo z nálepkování nevyhovujících osob, umění, architektury a vědy jako bolševických.
Poprvé se tento problém objevil ve 20. letech 20. století ve Výmarské republice, kdy byli němečtí umělci jako Max Ernst a Max Beckmann pranýřováni Adolfem Hitlerem, nacistickou stranou a dalšími německými nacionalisty jako "kulturní bolševici". Nacistická tvrzení o útocích na pojetí rodiny, identity, hudby, umění a intelektuálního života byla obecně označována jako kulturní bolševismus, přičemž bolševici byli marxistickým revolučním hnutím v Rusku.
Kulturní marxismus (v českém prostředí neomarxismus) je současná varianta tohoto termínu, která se používá jako součást krajně pravicové antisemitské konspirační teorie. Tuto variantu termínu použil krajně pravicový terorista Anders Breivik v úvodní kapitole svého manifestu.

## Historie
Vývoj moderního umění na počátku 20. století, jehož kořeny sahají až do 60. let 19. století, znamenal revoluční odklon od tradičních uměleckých hodnot k hodnotám založeným na osobním vnímání a cítění umělců. Toto odmítnutí tradičních autorit, které úzce souviselo s průmyslovou revolucí, individualistickými hodnotami doby osvícenství a nástupem demokracie jako preferované formy vlády, bylo pro některé lidi vzrušující. Pro jiné se však ukázalo jako nesmírně ohrožující, protože je připravilo o jistotu, kterou pociťovali ve starém způsobu života. Mnohým Němcům té doby, a zejména stoupencům nacistické ideologie, se zdálo, že je v hrozivém nebezpečí samotná soudržnost západní kultury a civilizace.
Modernistický zlom nastal ve stejné době jako Říjnová revoluce v Rusku v roce 1917 a ti, kteří se cítili ohroženi novým uměleckým názorem, si jej spojovali se skupinou, která se po revoluci dostala k moci, s bolševiky a jejich marxisticko-leninskou politickou filozofií. Ve skutečnosti byla souvislost mezi modernismem a bolševismem velmi slabá a šlo především o to, že oba směry existovaly ve stejné neklidné době evropských dějin. Přesto někteří umělci v západní Evropě čerpali inspiraci z revolučních ideálů, a to do té míry, že dadaista Richard Huelsenbeck v roce 1920 sebevědomě prohlásil, že dada je "německá bolševická záležitost".
Jedním z prvních spisovatelů mimo Německo, kteří spojili bolševismus s uměleckým hnutím, byl Julius Evola. Evola byl po první světové válce dadaistickým malířem, což bylo považováno za dekadentní a podvratné. V článku nazvaném Sui limiti del bolscevismo culturale, který vyšel v únoru 1938 v měsíčníku La Vita Italiana, nazval toto hnutí "kulturním bolševismem" (bolscevismo culturale).
Spojení nového umění s bolševismem se v následujících letech rozšířilo v pravicovém a nacionalistickém diskurzu a stalo se předmětem jedné kapitoly v knize Mein Kampf Adolfa Hitlera. V době Hitlerova nástupu k moci nacisté odsoudili řadu soudobých stylů jako "kulturní bolševismus", zejména abstraktní umění a architekturu Bauhausu. Poté, co viděl, jak nacističtí stoupenci zbili jeho kolegu za výroky sympatizující s moderním uměním, vydal typograf Paul Renner esej proti nacistické estetice s názvem "Kulturbolschewismus?". Přibližně ve stejné době se Carl von Ossietzky vysmíval flexibilitě tohoto termínu v nacistických spisech:
Kulturní bolševismus je, když dirigent Klemperer volí jiná tempa než jeho kolega Furtwängler, když malíř do svého západu slunce vnese barvu, jakou ve Východních Pomořanech neviděli, když se upřednostňuje antikoncepce, když se staví dům s plochou střechou, když se na plátně promítá porod císařským řezem, když se obdivuje Chaplinův výkon a Einsteinovo matematické kouzlo. Tomu se říká kulturní bolševismus a osobní laskavost prokázaná panu Stalinovi. Je to také demokratická mentalita bratrů Heinricha a Thomase Mannových, hudební dílo Hindemitha nebo Weilla a je třeba ho ztotožnit s hysterickým naléháním šílence na zákon, který by mu dal povolení oženit se s vlastní babičkou.
Jakmile se nacisté dostali k moci, začali potlačovat moderní umělecké styly a místo toho prosazovali umění s národní a rasovou tematikou. Různé osobnosti výmarského umění, včetně Rennera, Huelsenbecka a designérů Bauhausu, byly marginalizovány.